# Beissat
Beissat település Franciaországban, Creuse megyében. Lakosainak száma 30 fő (2022. január 1.). Beissat La Courtine, Magnat-l’Étrange, Malleret és Saint-Oradoux-de-Chirouze községekkel határos.

## Népesség
A település népességének változása:
| Lakosok száma | 94   | 62   | 41   | 33   | 32   | 27   | 25   | 25   | 27   | 30   |
|               | 1968 | 1982 | 1990 | 2006 | 2013 | 2015 | 2017 | 2019 | 2020 | 2022 |